# 1042 Амазонка
1042 Амазонка (1042 Amazone) — астероїд головного поясу, відкритий 22 квітня 1925 року.
Тіссеранів параметр щодо Юпітера — 3,077.